# Lions Love
Lions Love is een Amerikaans-Franse filmkomedie uit 1969 onder regie van Agnès Varda.

## Verhaal
De onafhankelijke filmmaker Shirley Clarke wil een film maken voor een grote studio en daarvoor samenwerken met de bedenkers van Hair. Bovendien wil ze als hoofdrolspeelster de actrice Viva in haar film, een superster van Andy Warhol. Na verschillende discussies met haar geldschieters komt ze erachter dat het project is stopgezet. Daardoor wordt ze bijna tot zelfmoord gedreven.

## Rolverdeling
| Acteur            | Personage               |
| ----------------- | ----------------------- |
| Viva              | Viva                    |
| Gerome Ragni      | Jim                     |
| James Rado        | Jerry                   |
| Shirley Clarke    | Zichzelf                |
| Carlos Clarens    | Zichzelf                |
| Eddie Constantine | Zichzelf                |
| Max Laemmle       | Zichzelf                |
| Hal Landers       | Zichzelf                |
| Steve Kenis       | Zichzelf                |
| Peter Bogdanovich | Zichzelf                |
| Billie Dixon      | THE BEARD Jean Harlow   |
| Richard Bright    | THE BEARD Billy the Kid |